# Sammlung Stosch

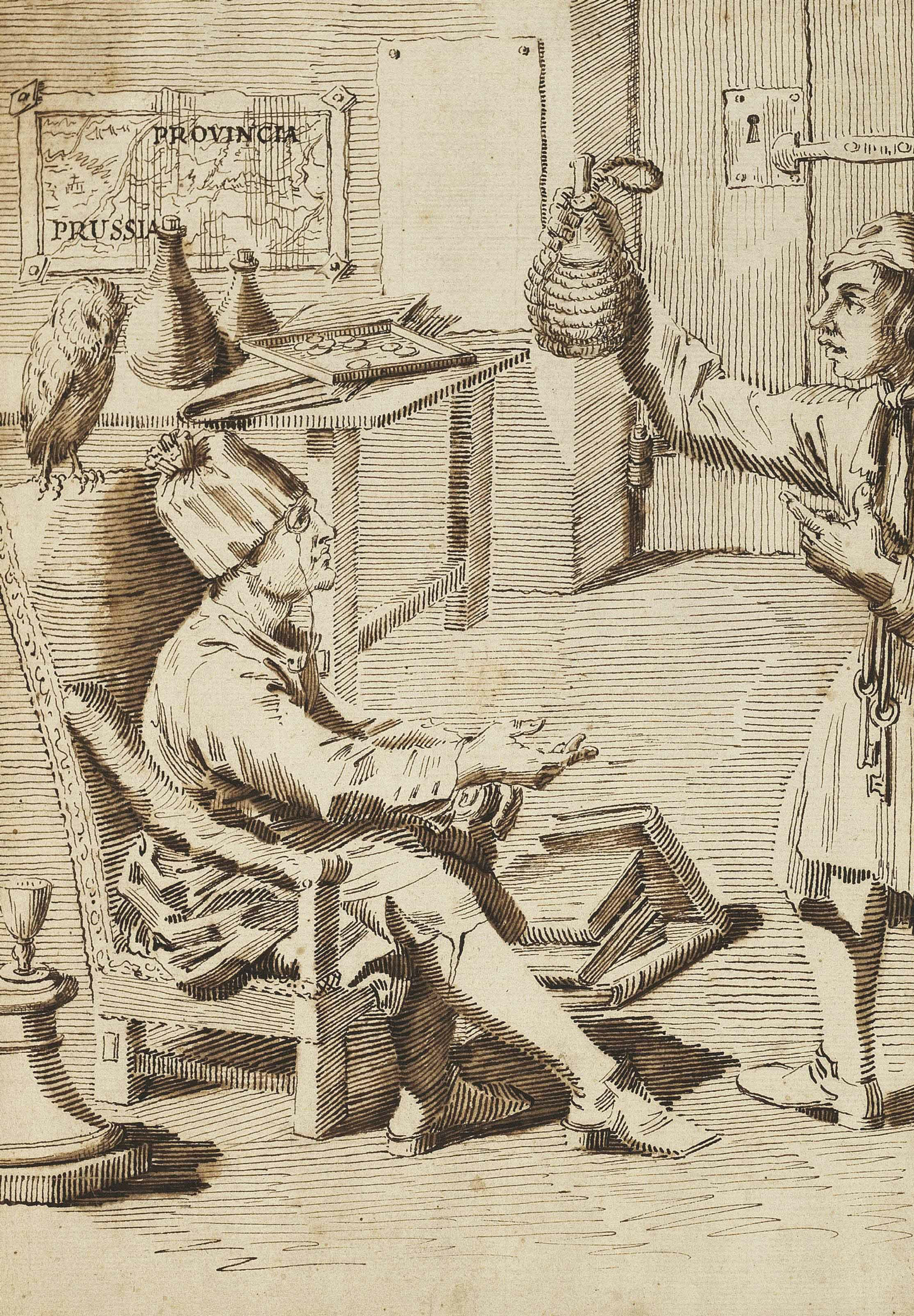
Philipp von Stosch

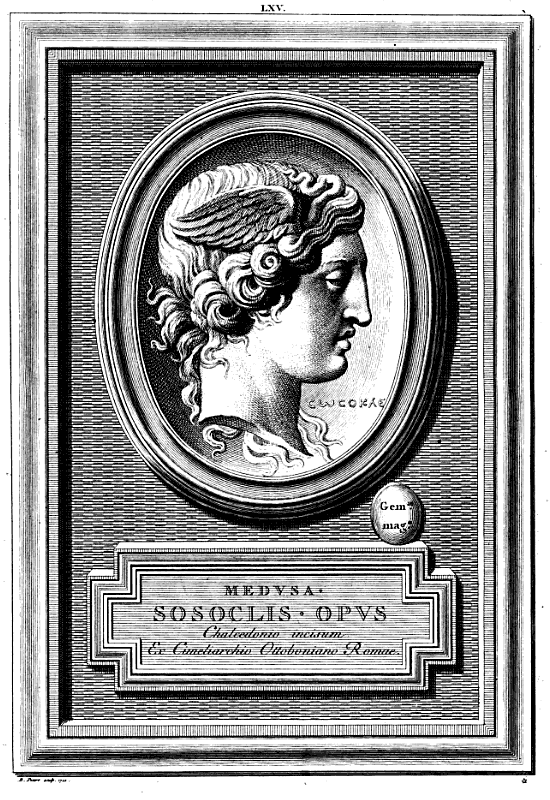
Gemme mit Haupt der Medusa des Steinschneiders Sophokles, Stich von Bernard Picart, Gemmae antiquae caelatae, S. 89

Die Sammlung Stosch war eine der bedeutendsten archäologischen Sammlungen des 18. Jahrhunderts. Sie umfasste in erster Linie originale antike Gemmen sowie Kopien, Imitate und Abgüsse weiterer Werke. Durch die Dokumentation der Sammlung ist sie bis heute noch weitestgehend fassbar und Gegenstand der Forschung.
Philipp von Stosch (1691–1757) begann schon während des Studiums an der Brandenburgischen Universität Frankfurt in Frankfurt (Oder) mit dem Sammeln antiker Münzen und Gemmen. Seit er 1710 in den Niederlanden weilte, weitete er seine Interessen, gefördert durch den Münzsammler François Fagel, aus. Bei diplomatischen Reisen nach London, Südfrankreich, Rom, Wien, Prag und Dresden setzte er seine Studien fort und vergrößerte kontinuierlich seine Sammlung. Seit 1722 lebte er bis zu seinem Lebensende in Italien, zunächst in Rom, später in Florenz. Hier widmete er sich vermehrt seinen Studien und wurde zu einem angesehenen Fachmann der Gemmen- und Münzkunde. Als Assistenten bei der Bearbeitung des Materials fungierten nacheinander Georg Martin Preissler und Johann Adam Schweickart. Die Beschäftigung mit geschnittenen Steinen galt zu Lebzeiten Stoschs als ein Beleg höchster Gelehrsamkeit und Bildung. Eines der bekanntesten Werke der Sammlung ist der sogenannte Stosch’sche Stein, ein etruskischer Ringstein-Skarabäus mit seiner damals umstrittenen Inschrift. Hilfe bei der Deutung einzelner Stücke bekam er unter anderem von Mitgliedern der Accademia Etrusca bei deren monatlichen Zusammenkünften.

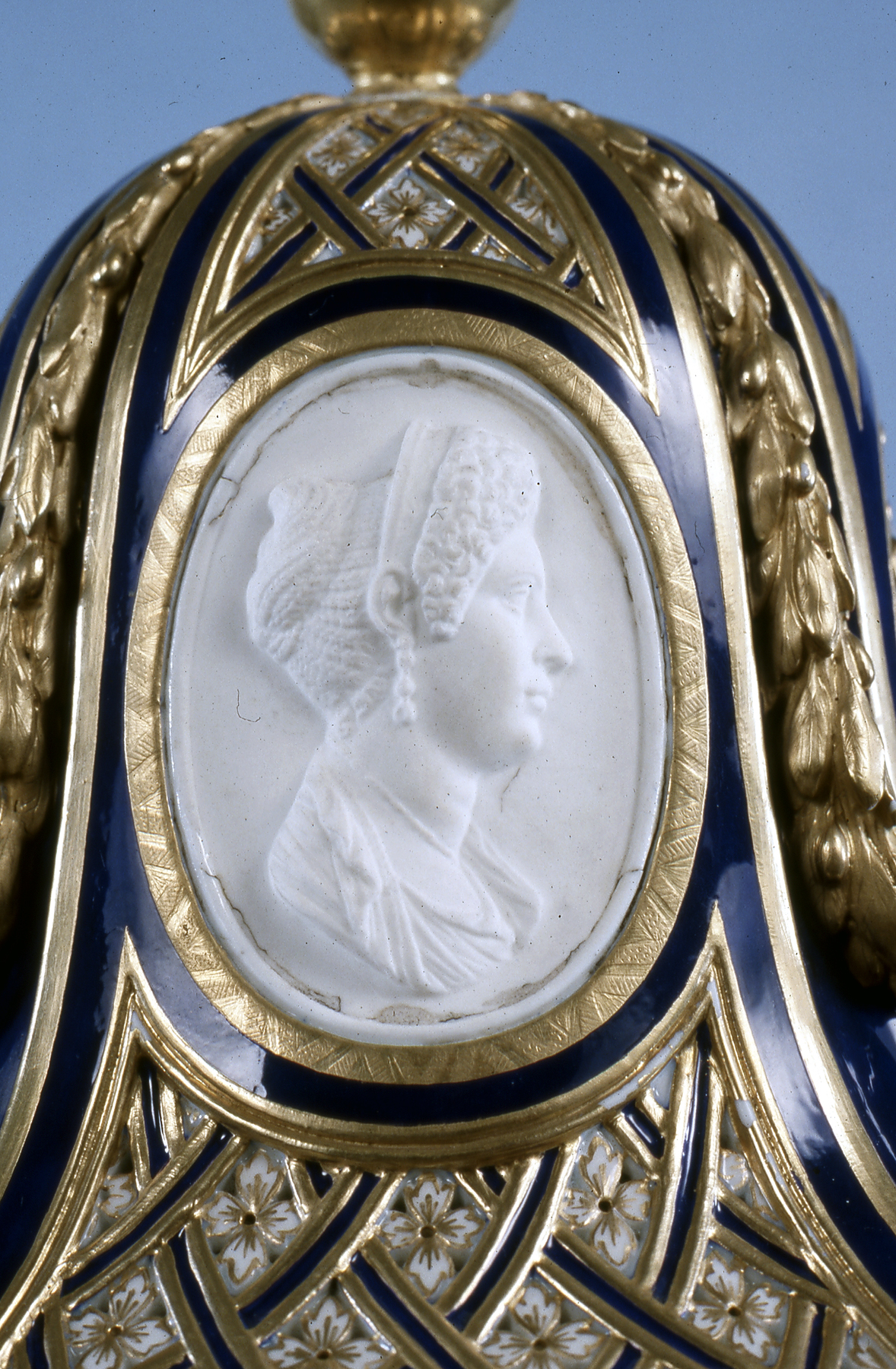
Detail eines Gemmenabdrucks auf dem Deckel einer Potpourri-Vase: Iulia, Tochter des Augustus, aus der Porzellanmanufaktur Sèvres, um 1770, heute im Walters Art Museum in Baltimore

1724 publizierte Stosch mit dem Künstler und Verleger Bernard Picart den Katalog Gemmae antiquae celatae, scalptorum nominibus insignitae, in dem er 70 signierte Gemmen publizierte, die Stosch für echt antik hielt beziehungsweise für Abdrücke echter Stücke. Das Werk erschien zweisprachig auf Latein und in französischer Sprache. Er ordnete die Stücke im Buch nach den Künstlersignaturen und folgte damit neueren Erkenntnissen von Charles César Baudelot de Dairval, die dieser an der Solon-Gemme festgestellt hatte. Bis zu Baudelot de Dairvals Forschungen galten Inschriften als Bezeichnung der Dargestellten. Seinen Wert hatte das Werk auch durch die qualitativ hochwertigen Zeichnungen Picarts, der, anders als zu der Zeit üblich, Bildnisse nahe am Original und damit einen noch heute bleibenden wissenschaftlichen Wert schuf. Durch seine Denkmälerkenntnis konnte Stosch in seiner Sammlung viele zeitgenössische Fälschungen und Nachahmungen entdecken. Neben Picart schufen auch Schweickart, Johannes Hieronymus Odam und Pier Leone Ghezzi Zeichnungen von Stoschs Sammlung. Nach seinem Tod wurde Johann Joachim Winckelmann von Stoschs Erben und Neffen Heinrich Wilhelm Muzel-Stosch beauftragt einen umfassenden Katalog zu erstellen. 1758 und 1759 arbeitete er auf Grundlage der handschriftlichen Aufzeichnungen Stoschs am Katalog, der 1760 unter dem Titel Description des pierres gravées du feu Baron de Stosch erschien.

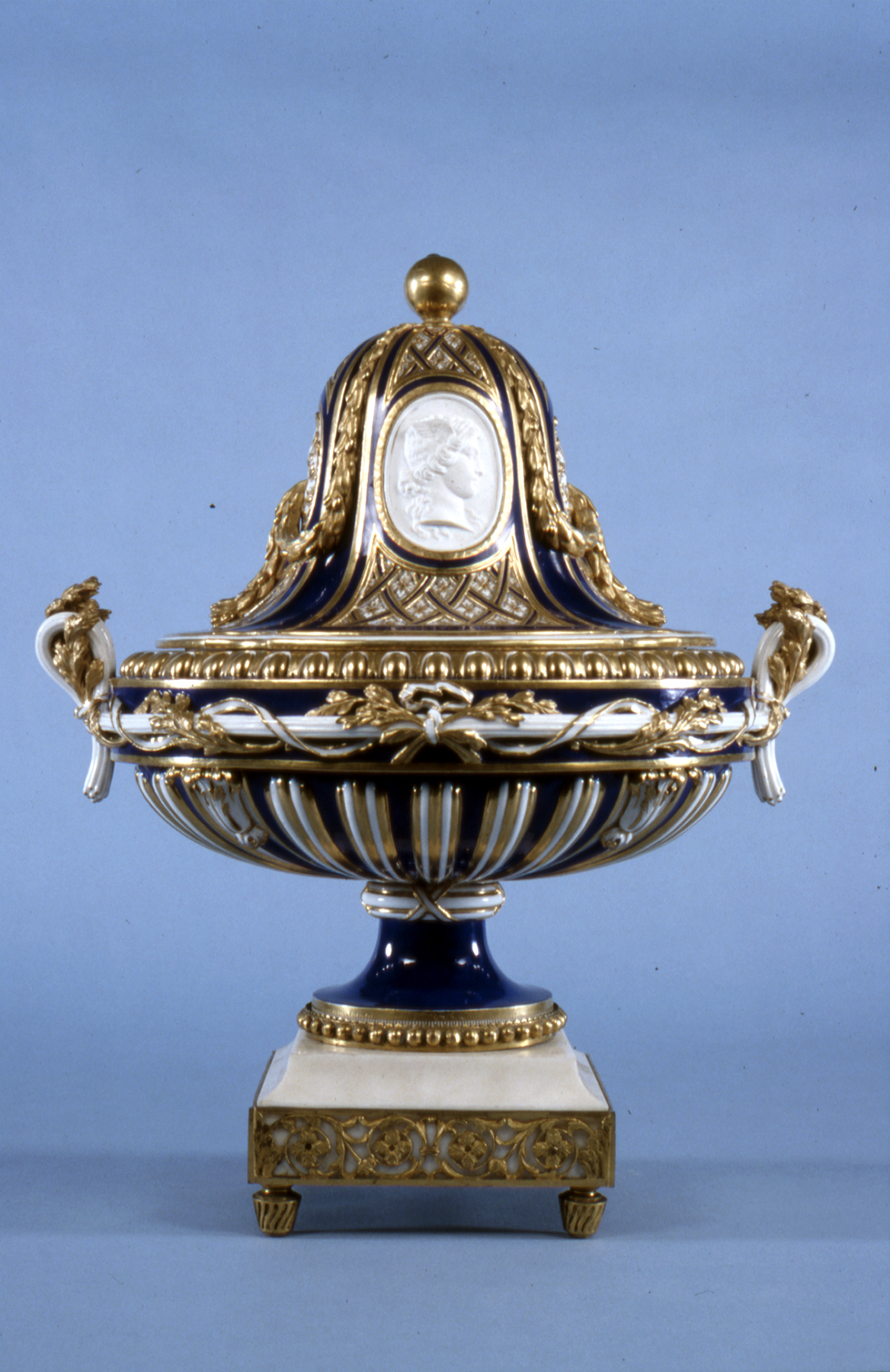
Potpourri-Vase mit einem unglasierten Merkur-Gemmenabdruck am Deckel, aus der Porzellanmanufaktur Sèvres, um 1770, heute im Walters Art Museum, Gegenstück der Vase mit dem Abdruck der Iulia-Gemme.

1764 erwarb Friedrich II. Stoschs Sammlung für 12.000 (Rudolf Schwarze) beziehungsweise 30.000 (Sepp-Gustav Gröschel) Taler, die später zu einer der Grundlagen der Antikensammlung Berlin wurde. Sie umfasste nach Winckelmanns Aufstellung 3444 antike Originale Intaglien und etwa 28.000 Abdrücke als Glaspasten und in Schwefel. Sie bilden bis heute den Großteil der glyptischen Sammlung der Antikensammlung in Berlin. Viele der Abdrücke aus nahezu allen bedeutenden Sammlungen anderer Kunstinteressierter, aber auch aus „öffentlichen“ Sammlungen der Zeit hatte Stosch selbst für seine Sammlung angefertigt und es hier zu einer Meisterschaft gebracht. Damit hatte er sich eine einzigartige Dokumentation dieser Kunstrichtung geschaffen. Seine Daktyliothek wurde Vorbild für viele weitere, die vor allem in den hundert Jahren nach seinem Tod in Europa weit verbreitet waren. Der preußische Staat ließ sogar Gipsabgüsse der Stosch’schen Sammlung herstellen und an Gymnasien verteilen. Stoschs und Picarts Stichwerk hatte auch durch seine englische Übersetzung nachhaltigen Einfluss auf die Antikenrezeption des frühen Klassizismus. Vielfach wurden in Villen und Landhäusern etwa Speisezimmer mit Gemmenabdrücken verziert. Ebenso nutzte Josiah Wedgwood für seine Jasperware Vorlagen der Stosch’schen Sammlung, wie auch die Porzellanmanufaktur Sèvres.